# Erawan

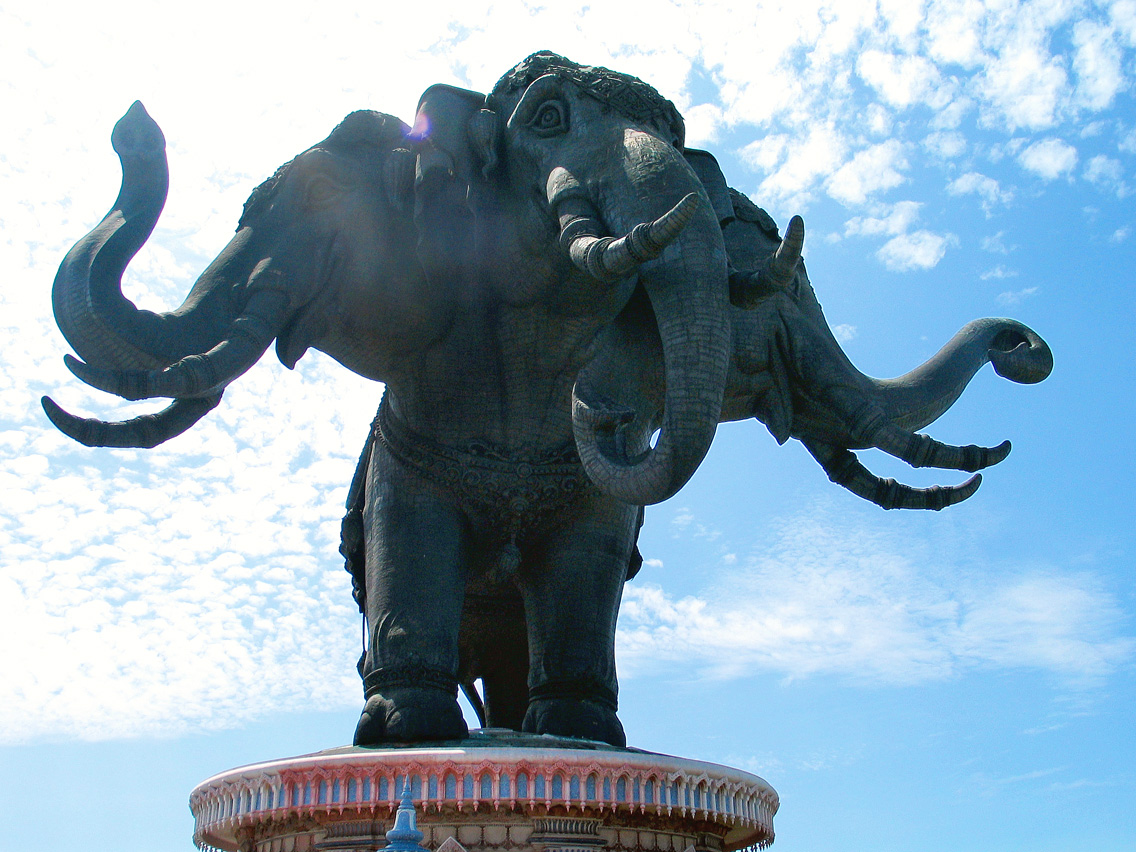
Reusachtige bronzen Erawan in het Erawan-Museum in Bangkok

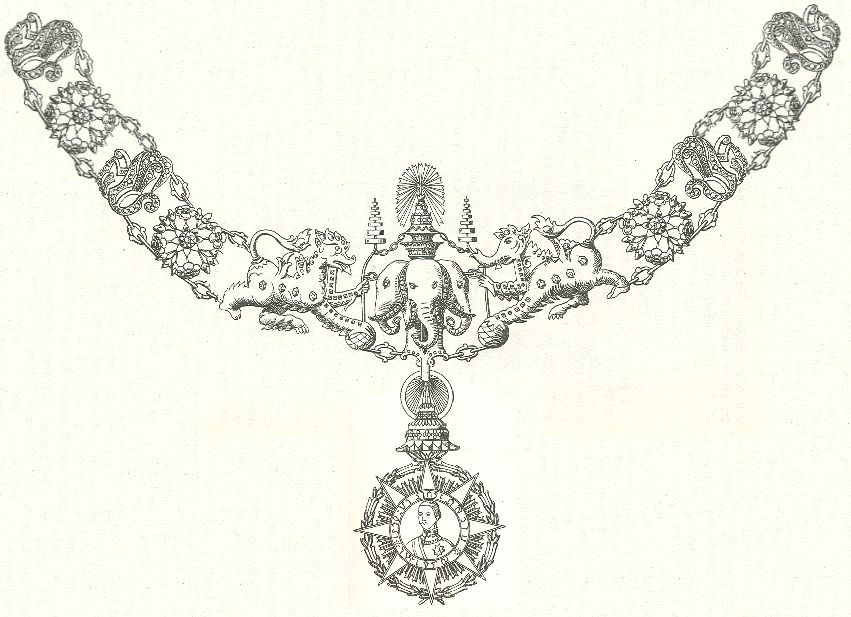
Keten met in het midden de driekoppige olifant

Erawan (Thais: เอราวัณ) is de Thaise vorm van de mythische olifant Airavata.
Deze reusachtige witte olifant is het rijdier van Indra en bevindt zich in de hemel Tavatimsa. Het dier wordt afgebeeld met drie of meer driekoppige olifantskoppen.
Ook de naam "I-rapote" wordt in Thailand gebruikt.
De olifant is in de mythologie van Thailand zo groot als een berg. Hij heeft drie tot 33 koppen met ieder zeven slagtanden.
De Erawan is een belangrijk religieus motief en de olifant wordt vaak als ornament gebruikt. Men ziet hem op Thaise onderscheidingen als de Orde van Chula Chom Klao waarin de erawan een centrale plaats in de keten kreeg en op monumenten.